# Zdeněk Fišer (pedagog)
Zdeněk Cyril Fišer (27. května 1929 Praha – 2. července 2010 Litoměřice) byl český pedagog, katolický spisovatel, překladatel a filosof.

## Život
Zdeněk Fišer z pražské úřednické rodiny byl jediný syn Jaroslavy Kopřivové a Ladislava Fišera. Lásku k přírodě získal už v dětství, kdy s rodiči často pobýval v Českém Ráji, na Chlumecku a Královéhradecku. Jako chlapec a mladý student navštěvoval mykologické kurzy prof. Františka Smotlachy a stal se vášnivým houbařem.
Studoval v Praze nejprve na klasickém gymnáziu v Resslově ulici, potom na Karlově univerzitě, kde vystudoval český a ruský jazyk. V době jeho studií na něho měli velký vliv teolog ThDr. Oto Mádr a Mons. Jiří Reinsberg. Vojenskou službu, která trvala dva a čtvrt roku, absolvoval na letišti v Milovicích a v Plzni jako radista u meteorologické služby. Krátce po návratu z vojenské služby se 15. dubna 1955 oženil se svou kolegyní z fakulty PhDr. Věnceslavou Zástěrovou z Kralup nad Vltavou.
Po dokončení studia dostal umístěnku do severních Čech do České Lipy, kde věnoval celý svůj profesní život výuce českého a ruského jazyka na střední škole ekonomické a průmyslové. Později rozšířil svou aprobaci zkouškami, jež ho opravňovaly k výuce psaní na stroji a těsnopisu. Dále získal osvědčení pro tlumočení z ruského a německého jazyka. To mu ale bylo komunistickými úřady z kádrových důvodů brzy odebráno. Systematicky studoval literaturu českou, ruskou i náboženskou a věnoval se překladům z němčiny.
V 70. letech 20. století byl jedním z jazykových korektorů překladatelské skupiny Doc. ThDr. Václava Bognera, která se věnovala překladům částí Bible do češtiny.
Během komunistické totality v Československu spolu se svou manželkou rozšiřoval pro potřeby kněží překlady z německých duchovních tiskovin a knih. Přispíval z těchto zdrojů a ze své tvorby do publikací nakladatelství Vyšehrad – Cyrilometodějský kalendář. Další jeho aktivitou bylo přednášení snoubencům a manželským párům v tajných setkáních katolické církve. Pro tento účel sepsal předmanželskou čítanku „Veliké tajemství“, která je ucelenou formací mladých k předmanželskému a manželskému životu. Toto dílo nebylo nikdy vydáno knižně.
Výrazným způsobem byl během let komunistické totality při své tvorbě i v životě ovlivněn knězem MUDr. Ladislavem Kubíčkem, se kterým se často setkával. Na jeho život i dílo měl také silný vliv královéhradecký arcibiskup Karel Otčenášek. Otčenáška s Fišerem seznámila jeho švagrová Marie Zástěrová, učitelka v Ústí nad Labem a to v době, kdy Otčenášek v době svého vyhnanství působil na předměstí Ústí – v Trmicích. Po skončení totality Zdeněk Fišer rád pomáhal na biskupství, vyřizoval korespondenci arcibiskupa Otčenáška, připravoval pro něho překlady, psal různé přípravy a doprovázel ho často na jeho cestách. Měl i mnoho kontaktů s osobnostmi různých křesťanských vyznání. Jeho vnímání ekumenismu bylo velmi silné a prakticky prožívané.
V roce 2008 se podrobil operaci mozku, jeho zdravotní stav se však stále zhoršoval. Zemřel 2. července 2010 v litoměřickém hospici sv. Štěpána a pochován byl po rozloučení v bazilice Všech svatých v České Lípě na Lesním hřbitově v Novém Boru.

## Literární tvorba
Kromě drobné literární tvorby (úvahy a lyrická díla), ve které vyjadřoval své úvahy a zamyšlení při líčení krás v přírodě, napsal Zdeněk Fišer dvě knihy pro seniory:
Plný život ve stáří (1995) a Dobrodružství třetího věku (1996). Zdálo se mu, že k tématu stáří člověka totiž existuje málo knih, které by dokázaly seniory oslovit opravdu do hloubky. Hluboká zamyšlení byla odrazem jeho vztahu k přírodě, kterou miloval a po následné meditaci i kontemplaci své vnitřní úvahy převáděl do literární podoby.
Dalším jeho dílem byla knížka věnovaná české světici Na přímluvu Paní Zdislavy (poprvé vyšla v roce 2001, v druhém vydání pak v roce 2009). Další kniha týkající se severočeské světice má název Se svatou Paní Zdislavou, a obsahuje devítidenní pobožnost k ní. Vyšla poprvé v roce 2001 a v roce 2004 podruhé. Zdeněk Fišer se stal, stejně jako sv. Zdislava, terciářem řádu sv. Dominika a přijal jméno Cyril.

## Dílo

### Knihy
- Plný život ve stáří. Kostelní Vydří: Karmelitánské nakladatelství, 1995. 191 s. ISBN 80-71923-81-8.
- Dobrodružství třetího věku. Kostelní Vydří: Karmelitánské nakladatelství, 1996. 293 s. ISBN 80-7192-079-7.
- Na přímluvu Paní Zdislavy. Olomouc: Matice cyrilometodějská, 2001, 2009. 82 s. ISBN 80-7266-091-8.
- Se svatou paní Zdislavou: devítidenní pobožnost. Praha: Krystal OP, 2001, 2004. 23 s. ISBN 808592966X.

### Překlady
- KÖSTER, Peter. Hledejte moji tvář: Od slov k mlčení, cesta ke kontemplaci. Kostelní Vydří: Karmelitánské nakladatelství, 1993. 79 s. ISBN 80-85527-32-4.
- Dar víry: výklad katolického učení pro dospělé. Praha: Zvon, 1994. 212 s. ISBN 80-7113-086-9.
- STOFF, Georg. Dobré slovo u lůžka nemocných. Kostelní Vydří: Karmelitánské nákladatelství, 1994. 99 s. ISBN 80-85527-46-4.
- RÖSSLER, Max. Když začíná večer. Praha: Zvon, 1995. 124 s. ISBN 8071131180.
- STOFF, Georg. Síla na cestu. Kostelní Vydří: Karmelitánské nakladatelství, 1995. 127 s. ISBN 8085527839.
- LOHRUM, Meinolf. Dominik. Praha: Krystal OP, 1999. 73 s. ISBN 8085929325.